# Traunstein
Traunstein là một town ở the south-eastern part of Bayern, Đức và là huyện lỵ của huyện Traunstein.